# Max Kerschen
Max Kerschen (* 19. Februar 1997 in Esch an der Alzette) ist ein luxemburgischer Fußballtorwart.
Sein aktueller Verein ist der FC Syra Mensdorf. Er ist zurzeit vom luxemburgischen Meister, F91 Düdelingen ausgeliehen. Außerdem war er Torwart in der Nationalmannschaft von Luxemburg von der U-13 bis zur U-19.
Mit F91 Düdelingen wurde er dreimal luxemburgischer Meister und zweimal luxemburgischer Pokalsieger.